# The New Classic
The New Classic je debitantski studijski album reperice Iggy Azalee koji je objavljen pod diskografskim kućama Interscope Records i Grand Hustle Records u 21. travnja 2014. godine. Reper T.I. je izvršni producent albuma.

## Pozadina
Iggy Azalea je u prosincu 2011. godine najavila debitantski studijski album The New Classic za kojeg je izjavila da će biti objavljen u prvome dijelu 2012. godine. Također je izjavila da će potpisati ugovor s diskografskom kućom, te da traži pjevače koji će gostovati na albumu.

## Popis pjesama
| 1.    | »Walk the Line«                 | 3:38 |
| 2.    | »Don't Need Y'all«              | 3:33 |
| 3.    | »100 (feat. Watch the Duck)«    | 4:09 |
| 4.    | »Change Your Life (feat. T.I.)« | 3:40 |
| 5.    | »Fancy (feat. Charli XCX)«      | 3:19 |
| 6.    | »New Bitch«                     | 3:37 |
| 7.    | »Work«                          | 3:43 |
| 8.    | »Impossible Is Nothing«         | 3:10 |
| 9.    | »Goddess«                       | 3:10 |
| 10.   | »Black Widow (feat. Rita Ora)«  | 3:29 |
| 11.   | »Lady Patra (feat. Mavado)«     | 3:56 |
| 12.   | »Fuck Love«                     |      |
| 42:03 |                                 |      |